# Transformers: Headmasters
A Transformes: Headmasters egy, a Marvel Comics által kiadott négyrészes mini-képregénysorozat volt, mely 1987 és 1988 között jelent meg az Egyesült Államokban. A képregény írója Bob Budiansky, rajzolója Frank Springer. A minisorozat története szervesen illeszkedik a Marvel, az 1980-as években megjelentetett Transformers sorozatához és a minisorozat utolsó része után annak 38. számában folytatódik.

## Cselekmény
|  | Alább a cselekmény részletei következnek! |

### A bizalom köre
A Kibertron bolygón Optimus fővezér és Megatron távozása után is tovább dúl a harc az Autobotok és az Álcák között. Az örök harcot és ellenségeskedést megelégelve az Autobotok egy kisebb csapatának vezére, Fortress Maximus úgy dönt, elhagyja a Kibertront, hogy egy másik bolygón békét találjon. Számos harcosa is vele tart az útra, melynek célpontjául Maximus a Nebulos nevű bolygót jelölte ki, melynek népe évezredek óta békében és harmóniában él.
A Nebuloson landolva Maximus Rátartit bízza meg, hogy vigye el üzenetét a bolygó vezetőinek. Rátarti rátalál két nebulosira, de azok megijednek a hatalmas „gépembertől”; egyikük véletlenül leesik egy sziklán és megsérül. A szerencsétlen első találkozás ellenére az Autobotok kérelme, hogy békében letelepedhessenek a bolygón, a főnemesek tanácsa elé kerül. Lord Zarak, az egyik politikai csoport vezére úgy véli, hogy a robotok veszélyt jelentenek a bolygó békéjére és el kell pusztítani őket. Ezzel szemben Galen, aki a bolygó békéjének és harmóniájának megőrzésének megbízottja úgy gondolja, nem szabad, hogy az ismeretlentől való félelem miatt elutasítsák a kérelmet.
Másnap az egyik Autobot, Blörr megérkezik Korajába, a Nebulos fővárosába, hogy érdeklődjön a tanács döntéséről. Zarak cselszövése miatt azonban Blörr akaratlanul ledönt egy szobrot, melynek következtében pánik tör ki az összegyűlt tömegen. Az incidensnek számos sérültje lett, Zarak pedig azonnal parancsot ad, hogy lőjék le Blörrt, akinek azonban sikerül elmenekülnie.
Galennek nincs más választása, el kell fogadnia Zarak javaslatát, hogy elpusztítsák a géplényeket. Galen előszedi a bolygón évezredek óta nem használt fegyvereket és a biztonsági erők vezetőjével Durossal megtámadja az Autobotokat. Maximus és harcosai azonban nem bocsátkoznak csatába és inkább visszavonulnak. A történtek ellenére Maximus nem akarja feladni és tíz Autobottal ő maga felkeresi Koraja városát, hogy békét kössön. Galen Zarak győzködése ellenére nem nyit tüzet az Alakváltókra és meghallgatja Maximus ajánlatát. Maximus és négy harcosa eltávolítja fejét a testéről és felajánlja azt a béke zálogaként.

### Törött üveg
Maximust és négy társát, akik felajánlották fejüket a béke érdekében, egy régi raktárban helyezik el. A gesztus ellenére azonban szerte a bolygón tüntetések zajlanak a robotok ellen. Galenen egyre nagyobb a nyomás, mivel ezek a tüntetések, Zarak mesterkedései miatt, egyre erőszakosabbak. Zarak lányát, Llyrát is megpróbálja meggyőzni a maga igazáról de a lány kitart szerelme, Galen mellett. A nemesség tanácskozásain is egyre feszültebbe a hangulat, végül azonban Gort, az Alakváltókkal való első találkozáskor megsérült fiatalember felszólalása az Autobotok mellett valamelyest megnyugtatja a kedélyeket.
A tanács küldöttei felkeresik az Autobotokat, akik éppen új városuk felépítésén dolgoznak. Az Autobotok rendszerbe állítanak egy állomást is, mely segítségével értesülhetnek a Kibertronon történtekről. Az állomás óvatosságból szándékosan csak vételre alkalmas, hogy nehogy elárulják helyzetüket az Álcáknak. Zarak azonban megszerzi a vevő frekvenciáját és ő maga küld üzenetet a Kibertronra. Az adásra a Kibertronon Skorponok álcavezér válaszol, aki megtévesztve Zarakot azt állítja, hogy az Autobotok ki akarják fosztani a Nebulost és harcosaival azonnal a „megmentésükre” siet.
A bolygóra megérkezve Skorponok persze azonnal fogságba ejti Zarakot és embereit, majd Galentől az Autobotok azonnali kiadatását követeli és az egész népesség elpusztításával fenyegetőzik. Galen Maximushoz fordul segítségért, de népének tett ígérete köti és nem engedheti, hogy Maximus és négy harcosa visszakapja fejét. Vészmegoldásként a nebulosiak megpróbálják távirányítással kezelni az Alakváltók testét de ez reménytelen vállalkozásnak bizonyul.
Maximus és Agytröszt egy sokkal kifinomultabb megoldást javasol, egy bionikus kötést az Alakváltók és a nebulosiak között. Galen, egyéb alternatíva nem lévén, elfogadja, majd ő maga és még négy nebulosi aláveti magát az átalakítási folyamatnak. A műtét során testükbe mesterséges elemeket építenek be, hogy így képesek legyen helyettesíteni az Autobotok fejét és a bionikus kapcsolat révén irányítani testüket. Az újonnan született Fejmesterek ezután fölénnyel legyőzik Skorponokot és az Álcákat. A siker ellenére Llyra elhagyja Galent, mondván ő már nem az a békeszeretető ember, akit egykor megismert.

### Szerelem és acél
A nebulosiak többsége még mindig nem bízik az Autobotokban, annak ellenére, hogy Galen és emberi vezérli őket. Az Álcák megalázó veresége után Skorponok beleegyezik, hogy ők is hozzanak létre bináris kötést Zarak és csatlósai között. Ezután lányát felhasználva eljuttat egy üzenetet Galennek, mintha még mindig az Álcák fogságában lenne és Galen segítségét kéri. A tanács küldötte ragaszkodnak hozzá, hogy megfigyelőkként részt vegyenek a kiszabadítási akcióban.
Mikor Maximus és a többiek odaérnek Skorponok bázisára, Zarak és emberei kilépnek az ajtón, majd az Álcákkal egyesülve rátámadnak az Autobotokra. Agymosó hipnotizálja Llyrát és az Álcák túszul ejtik őt és a küldöttség tagjait. A harc során Zarak harcképtelenné teszi az öt Autobot Fejmestert és majdnem megöli saját lányát is. Llyra azonban semmire sem emlékszik Agymosó hipnotizáló ereje miatt és Zarak meggyőz mindenkit, hogy valójában ő mentett meg mindenkit a hatalomra törő Galentől.

### Fegyverbe!
Zarak egyre megszállottabban próbálja elpusztítani a megmaradt Autobotokat, és eközben szülőbolygója városait sem kíméli. Ennek ellenére sikerült elhitetnie a bolygó lakosságával, hogy csak meg akarja védeni őket. Galent és a Fejmestereket egy különleges börtönben tartja fogva, elkülönítve az Alakváltókat és nebulosi komponenseiket.
A még szabad Autobotoknak sincs azonban könnyű dolguk, hiszen legtöbbjük még korábban, a béke érdekében leadta fegyverét. Közben Nagyágyú rádióüzenetet fog a Földről, ahonnan Autobotok kérnek azonnali segítséget. Néhány nebulosi lázadó, akik még hisznek Galenben, csatlakoznak hozzájuk és szintén alávetik magukat az átalakítási folyamatnak és bionikus kötésbe lépnek hat Autobottal. A kapcsolat ez alkalommal nem olyan drasztikus, mint az előző, a nebulosiak az Alakváltók fegyvereit helyettesítik.  Zarak rátámad az új Célmesterekre, de azok, hogy megóvják a lakosságot inkább visszavonulnak a csatából. Zarak elszörnyed, mikor ráeszmél mekkora pusztítást vitt végbe, miközben ő csak bolygója békéjét akarta megőrizni.
Visszatér a börtönbe és elmondja Galennek, hogy Skorponok egyre jobban beférkőzik a tudatába és egyre jobban átveszi felette az irányítást. Kiszabadítja Galent és azt mondja neki, hogy el kell hagynia a bolygót és akkor az Álcák is távozni fognak, hogy üldözzék az Autobotokat. Az Autobot Fejmesterek kitörnek a börtönből és egy rövid, de heves összecsapás után az új Álca Célmesterekkel megszöknek a városból. Az Autobotok és nebulosi partnereik elhagyják a bolygót és a Föld felé veszik az irányt. Az Álcák nem sokkal ezután követik őket. Galen úgy hagyja el a bolygót, hogy szerelmét Llyrát abban a tudatban hagyja, hogy ő próbálta átvenni a hatalmat és Llyra apja, Zarak csak a bolygót próbálta megvédeni.

## Hibák és javítások
Amellett, hogy a minisorozat több mint 60 új szereplőt mutatott be, számos hiba is előfordult benne. Egyik ilyen, igen szembetűnő hiba volt Ciklon megjelenése. Ciklonnak, a Transformers: The Movie minisorozatot nem számítva (melynek cselekménye nem kapcsolódik a sorozatéhoz) ez volt az első megjelenése az amerikai képregényben. Külsejét egy sokkal egyszerűbben megrajzolható alakkal helyettesítették, melyet eredetileg valószínűleg az egyik nebulosi Fejmester vagy Célmester komponensnek szántak. Az amerikai kiadványban ez nem volt olyan szembetűnő, a brit kiadásban azonban Ciklon már korábban többször is szerepelt. Ezt az angolok egy igen egyszerű megoldással orvosolták; Ciklont nevét Krunixra változtatták. A minisorozat utolsó részében Ciklon már megfelelő alakjában tűnik fel.